# Albert Shanker

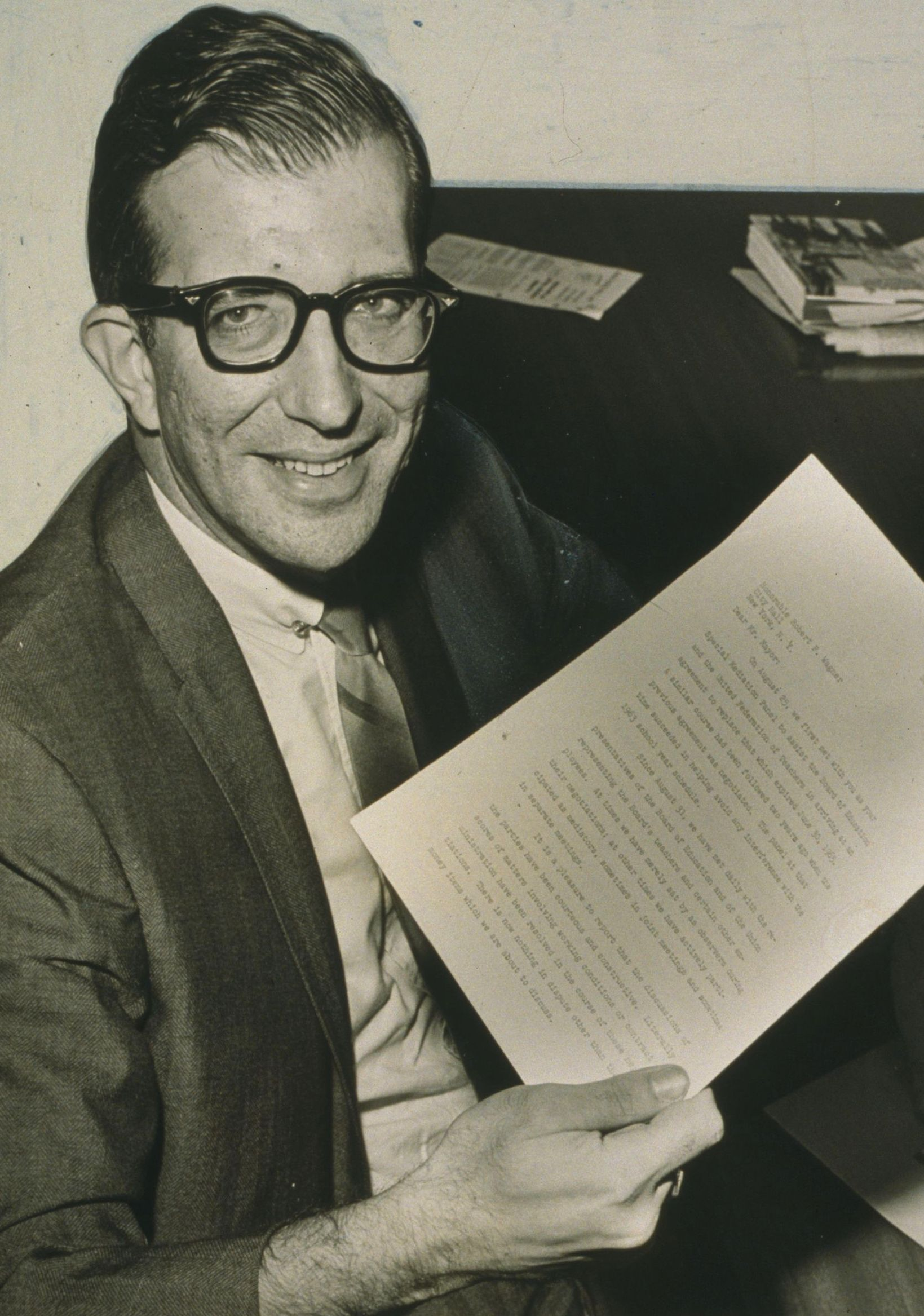

Albert Shanker (ur. 14 września 1928 Nowym Jorku, zm. 22 lutego 1997) – przewodniczący Zjednoczonej Federacji Nauczycieli od 1964 do 1985 roku oraz przewodniczący Amerykańskiej Federacji Nauczycieli (AFT) od 1974 do 1997 roku.

## Wczesne życie
Shanker urodził się w nowojorskim Lower East Side, był synem żydowskich imigrantów z Rosji. Jako małe dziecko, przeniósł się z rodziną do Long Island City w Queens.
Jego ojciec Morris rozdawał gazety, a jego matka Mamie pracowała w zakładzie dziewiarskim. Bycie świadkiem 70-godzinnych tygodni roboczych swojej matki pobudziło w Shankerze od wczesnego wieku świadomość, że w społeczeństwie muszą nastąpić zmiany.
Jako dziecko czytał po kilka czasopism dziennie, interesował się filozofią. Jego idolami byli Franklin D. Roosevelt, Clarence Darrow, lider praw obywatelskich Bayard Rustin oraz amerykański filozof Sydney Hook.
W 1946 roku ukończył szkołę średnią Stuyvesant High School, w której był przewodniczącym koła dyskusyjnego, po czym rozpoczął studia na University of Illinois at Urbana-Champaign. Dołączył do Kongresu Równości Rasowej, pikietował w kinach i restauracjach objętych segregacją rasową oraz został członkiem Socjalistycznej Ligi Młodych Ludzi i prezesem Socjalistycznego Klubu Naukowego. W 1949 ukończył studia z wyróżnieniem i zapisał się na Columbia University. Aby utrzymać się podczas pisania dysertacji, zatrudnił się jako nauczyciel w Publicznej Szkole 179 na manhattańskim Upper East Side.

## Utworzenie Zjednoczonej Federacji Nauczycieli
Po ukończeniu studiów Shanker uczył matematyki w szkole w East Harlem pomiędzy 1952 a 1959 rokiem. W 1959 zaczął piastować stanowisko organizatora związkowego, aby wspomóc zorganizowanie Gildii Nauczycielskiej, nowojorskiej filii Amerykańskiej Federacji Nauczycieli stworzonej przez Johna Deweya w 1917 roku. Ostatecznie Gildia połączyła się z nowojorskim Związkiem Nauczycieli Szkół Średnich, tworząc Zjednoczoną Federację Nauczycieli (UFT) w 1960 roku. Podczas lat 60. Shanker przyciągnął sobie uwagę narodową oraz sporo krytyki za swoją agresywną postawę przewodniczącego związkowego i zręczną negocjację podniesień pensji dla nowojorskich nauczycieli. Porzucił prace nauczyciela, by na pełnym etacie pracować jako organizator związkowy. Uważał, że związek nauczycieli będzie bardziej efektywny, mając wspólne cele. W 1964 zastąpił Charlesa Cogena jako przewodniczącego UFT, pełniąc tę funkcję do 1985 roku. W 1967 roku został aresztowany i przetrzymywany za przewodniczenie w nielegalnych strajkach nauczycieli. Nowojorski strajk nauczycieli w 1968 roku spowodował zamknięcie niemal wszystkich szkół nowojorskich na okres 36 dni.
Shanker jest pamiętany w szczególności za oponowanie liderom kontroli społecznej w nowojorskim okręgu Ocean Hill-Brownsville, co doprowadziło do strajku z 1968 roku po tym jak zwolniono białych nauczycieli z okręgu szkolnego przez nowo mianowanego czarnego administratora.
Przez ponad dekadę Shanker był autorem nie mniej niż 1300 kolumn w The New York Times oraz esejów w innych publikacjach. Kolumny w The Times, zatytułowane "Where We Stand" (ang. gdzie stoimy) i przedstawiające małą fotografię Shankera, dążyły do wyklarowania stanowiska związku w kwestiach dobra publicznego.

## Spuścizna aktywistyczna
Mimo starań organizacyjnych oraz 15 dni spędzonych w areszcie za działalność organizacyjną, krytycy Shankera zarzucali mu bycie rasistą. Jednak Shankerowi udało się stworzyć Zjednoczoną Federacje Nauczycieli i zostać przewodniczącym Amerykańskiej Federacji Nauczycieli w 1974 roku. Wybierano go na przewodniczącego co dwa lata aż do jego śmierci.
W 1975 UFT zezwoliła na pięciodniowy strajk, rzekomo ratując Nowy Jork od upadłości po tym jak Shanker poprosił System Emerytalny Nauczycieli, aby zainwestowali 150 milionów dolarów w obligacje komunalne.
21 września 1981 roku Shanker spotkał się przy obiedzie z kolegą i jednym z trzech członków Federalnej Władzy Relacji Roboczej (FLRA) Leonem B. Applewhaite’em. Applewhaite był odpowiedzialny za podjęcie decyzji w sprawie podtrzymania odebrania certyfikatu Profesjonalnej Organizacji Kontroli Ruchu Lotniczego za strajk zorganizowany w sierpniu tamtego roku. Podczas obiadu Shanker skłaniał Applewhaite'a, żeby nie odbierał związkowi certyfikatu, łamiąc zakaz kontaktu ex parte z ustawy o procedurze administracyjnej. Mimo że nawiązanie kontaktu nie doprowadziło do skutków prawnych, Sąd Apelacyjny Stanów Zjednoczonych dla Dystryktu Kolumbii skrytykował zachowanie Shankera w swoim rozpatrzeniu decyzji FLRA.
W 1988 roku Shanker jako pierwszy zaproponował system autonomicznych szkół charterowych dla Stanów Zjednoczonych. Zainspirowała go wizyta w szkole publicznej w Kolonii gdzie zespoły nauczycieli miały znaczną kontrolę nad prowadzeniem szkoły oraz tematyką i sposobem nauczania. Każdy nauczyciel pozostawał przy swoich uczniach na okres sześciu lat. Szkoły były zintegrowane pod względem pochodzenia etnicznego i ekonomicznego uczniów i oryginalnie przewidywały skupianie się nad uczniami z największymi potrzebami, wyrzutkami i osobami, co do których istnieje prawdopodobieństwo że rzucą szkołę.
W 1993 Shanker sprzeciwił się systemowi charterowemu, zdając sobie sprawę z tego, że organizacje mające na celu zyski widziały w tych szkołach możliwość biznesową i forsowały program prywatyzacji szkolnej. Szkoły charterowe ewentualnie otwarte w Stanach odchodziły od wizji Shankera. "Przeciętnie, szkoły charterowe są jeszcze bardziej objęte segregacją rasową i ekonomiczną niż tradycyjne szkoły publiczne", według opisującej postawę Shankera opinii z gazety New York Times.
Oponenci wojny w Wietnamie krytykowali Shankera i innych przewodniczących AFL-CIO za wspieranie wojny oraz podobnych antykomunistycznych aspektów polityki zagranicznej USA.

## Późniejsze lata
W latach 80. Shanker był profesorem wizytującym na Hunter College i Harvard University. Kontynuował swoją pracę przy organizacjach nauczycielskich przez resztę życia i starał się budować mosty między AFT a Narodową Asocjacją Oświaty, co ostatecznie nie przyniosło rezultatów. W 1991 prezydent USA George H. W. Bush mianował Shankera na członka oryginalnej Rady Polityki Konkurencyjności.
Zmarł na raka pęcherza moczowego i w 1998 roku został pośmiertne nagrodzony Medalem Wolności przez prezydenta USA Billa Clintona.

## Cytaty
"Szkoły publiczne zagrały duża rolę w trzymaniu razem naszego narodu.Łączyły dzieci różnych ras, języków, religii i kultur i dały im wspólny język oraz poczucie wspólnego celu. Jeszcze nie przerośliśmy naszej potrzeby tego, w istocie daleko nam do tego." (Where We Stand, 3 marzec 1997)
"Nie ma większego powodu płacić za edukacje prywatną niż płacić za prywatną pływalnię dla tych, którzy nie korzystają z obiektów publicznych."
"Obowiązkiem związku jest tyle samo zachowanie edukacji publicznej co negocjowanie dobrej umowy."
Niebezpiecznym jest uwolnienie mnóstwa pomysłów, w tym tych złych. Ale jest coś bardziej niebezpieczne, mianowicie nie posiadanie żadnych nowych pomysłów, podczas gdy świat cię otacza coraz bliżej". (Przemowa na Konferencji AFT QuEST, 1985 r.)

## Cytat sporny
Rzekomo Shanker powiedział, że
"Dopóki uczniowie nie zaczną płacić należności związkowych, dopóty nie będę reprezentował interesów uczniów."
Instytut im. Alberta Shankera starał się znaleźć źródło owego cytatu i doszedł do wniosku, że "nie możemy stanowczo wykazać, że Albert Shanker nie stoi za tą konkretną wypowiedzią... lecz wydaje nam się, że cytat jest fikcją." Pierwsze pokazanie się cytatu, jakie mogli znaleźć pracownicy Instytutu pochodzi z gazety Meridian (Missisipi) Star z 13 sierpnia 1985. W artykule nie ma podanego źródła wypowiedzi.

## W kulturze popularnej
W filmie Śpioch (1973) Woody’ego Allena jest odniesienie do Alberta Shankera. Główny bohater zostaje przeniesiony do przyszłości gdzie się dowiaduje, że stary świat został zniszczony w momencie, gdy "człowiekowi o imieniu Albert Shanker dostała się w ręce głowica nuklearna."